# Piranha II: The Spawning
Piranha II: The Spawning (lit. Piraña II: El desove), titulada en español como Piraña II: los vampiros del mar y Piraña II: Asesinos voladores, es una película de terror de 1981, dirigida por James Cameron (en su debut como director de cine) y Ovidio G. Assonitis. Es la secuela de la película de 1978 Piraña y debe ser distinguida de Piraña 2, película originalmente titulada en inglés Piranha 3DD, secuela ella de la película de 2010 Piranha 3D.

## Argumento
En el Hotel Elysium, un complejo ubicado en una isla caribeña se producen ataques por parte de misteriosos animales marinos provenientes de los restos del reciente naufragio de un barco militar. La instructora de buceo Anne Kimbrough vive junto a Chris, su hijo adolescente, en el complejo desde su separación. Durante una de las clases de Anne uno de sus estudiantes muere devorado, pero Steve, su exesposo y jefe de la policía local, se niega a dejarla ver el cadáver a pesar de no ser capaz de determinar que tipo de animal la atacó. Poco después, dos mujeres y un hombre son asesinados por pirañas que han desarrollado la capacidad de volar.
Chris consigue trabajo en el yate de un millonario llamado Dumont y Allison, su atractiva hija adolescente, quienes desean recorrer los cayos locales. Mientras tanto Anne, acompañada del turista Tyler Sherman, decide entrar a la morgue para echar un vistazo al cuerpo, revelando que estudió biología marina, razón por la cual era consciente de que las marcas del ataque en el cuerpo no concordaban con los dientes de los depredadores usuales. Una enfermera los descubre y echa del lugar, sin saber que una piraña se escondía en el cuerpo y al quedar solar la ataca, asesina y escapa por una ventana.
Anne tiene una aventura de una noche con Tyler y por la mañana comienza a estudiar las imágenes del cadáver, concluyendo la presencia de una especie peligrosa y desconocida hasta que Steve aparece molesto con ella por presentarse en la morgue y por intimar con Tyler. Anne intenta advertirle lo que ha descubierto pero él desestima sus descubrimientos.
Anne intenta cancelar las sesiones de buceo, lo que la lleva a ser despedida por su jefe. Intentando capturar un espécimen como prueba de la amenaza, es interceptada por Tyler, quien le explica que en realidad es un bioquímico y miembro de un equipo gubernamental que desarrolló como arma biológica un híbrido de piraña con características de pejerrey que le permiten vivir fuera del agua y de pez volador para moverse por el aire, confesando que en el naufragio se derramó un contenedor lleno de huevos de estos peces.
Un pescador llamado Gabby, el mejor amigo de Anne y Steve, entrega al policía trozos de una piraña voladora explicando que están tan desesperadas por alimentarse que no solo atacan a otros peces, sino que incluso se comen entre sí. En vano Anne, Steve y Gabby intentan razonar con Raoul, el gerente de hotel, ya que a este prefiere creer que todo es falso ya que de haber una crisis, implicaría la retirada de los turistas y con ello menos ingresos para el negocio. Al regresar a su casa Gabby descubre que las pirañas mataron a su hijo.
Steve decide salir en helicóptero y rastrear el paradero de su hijo para ponerlo a salvo mientras ordena a Aaron, su ayudante, llevar a Anne de regreso al hotel, quedarse a vigilar y usar su autoridad como policía para cancelar las actividades del complejo ante la menor señal de peligro. También le explica a Anne que se ha comunicado con agentes del gobierno, quienes aseguran que Tyler trabajó para el ejército pero fue despedido ya que es mentalmente inestable, lo que Anne deduce es una mentira para cubrir el incidente.
Ignorado las advertencias, Raoul organiza una fiesta de pesca nocturna; por otra parte, mientras Aaron patrulla la playa es asesinado por las pirañas sin tener tiempo de alertar al resto. Gabby se presenta en el hotel revelando a Anne que ha fabricado bombas de tiempo y planea ir a instalarlas en el barco hundido, que es la madriguera de los peces para volarlo, matar a las pirañas y vengar a su hijo. En medio de la fiesta en el complejo, las pirañas vuelan fuera del agua y atacan a los invitados. Anne lleva a los sobrevivientes al hotel, donde cierran las puertas y ventanas. Gabby intenta atacar a las pirañas voladoras, pero fácilmente lo abruman y matan.
Tyler y Anne deciden llevar a cabo el plan de Gabby y volar el barco; para ello necesitan llegar allí antes de las 6:30 am, ya que las pirañas son nocturnas y regresan a su madriguera durante el día, por lo que Gabby diseñó las bombas para detonar al amanecer. Mientras tanto, Chris y Allison se pierden en el mar y tratan de zarpar dirigiéndose directamente hacia el naufragio. Anne y Tyler llegan en una lancha y se sumergen para plantar los explosivos en el naufragio. 
Con diez minutos para escapar antes de la explosión, Anne y Tyler son atrapados en el barco hundido por las pirañas. Steve llega hasta la lancha al mismo tiempo que Chris y Allison a quienes hace abordar antes de arrancar el motor. Abajo, Tyler se atasca y es comido por las pirañas mientras Anne logra escapar en los últimos segundos y sujetarse al ancla de la lancha que la jala lejos de la zona de peligro. Las bombas detonan, destruyendo el barco hundido y a todas las pirañas mientras Anne logra subir al bote y reunirse con su familia.

## Reparto
- Tricia O'Neil - Anne Kimbrough
- Steve Marachuk - Tyler Sherman
- Lance Henriksen - Steve Kimbrough
- Ricky Paull Goldin - Chris Kimbrough
- Ted Richert - Raoul, Hotel Manager
- Leslie Graves - Allison Dumont
- Ancil Gloudon - Gabby
- Carole Davis - Jai
- Connie Lynn Hadden - Loretta
- Captain Kidd Brewer Jr. - Lou
- Jan Eisner Mannon - Lisa
- Arnie Ross - Mal the Cook
- Tracy Berg - Beverly
- Albert Sanders - Leo Bell, D.D.S.
- Anne Pollack - Mrs. Wilson
- Lee Krug - Ron 'Ronny', el salvavidas
- Sally Ricca - Cindy
- Dorothy Cunningham - Enfermera April